# Markrofferi
Markrofferi eller landgrabbing avser att med juridiskt och etiskt tveksamma metoder tillskansa sig äganderätt till mark eller att utan juridisk giltig åtkomst ändå nyttja mark som tillhör någon annan. Företeelsen uppmärksammades internationellt i samband med företags och staters stora markförvärv i utvecklingsländer som en följd av de kraftigt ökade världsmarknadspriserna på spannmål 2007-2008. Sådana förvärv genomförs genom att inhemska och transnationella företag, regeringar och andra enskilda aktörer köper upp eller arrenderar mark. I Sverige används även det nära relaterade begreppet baggböleri.